# Neue Normalität

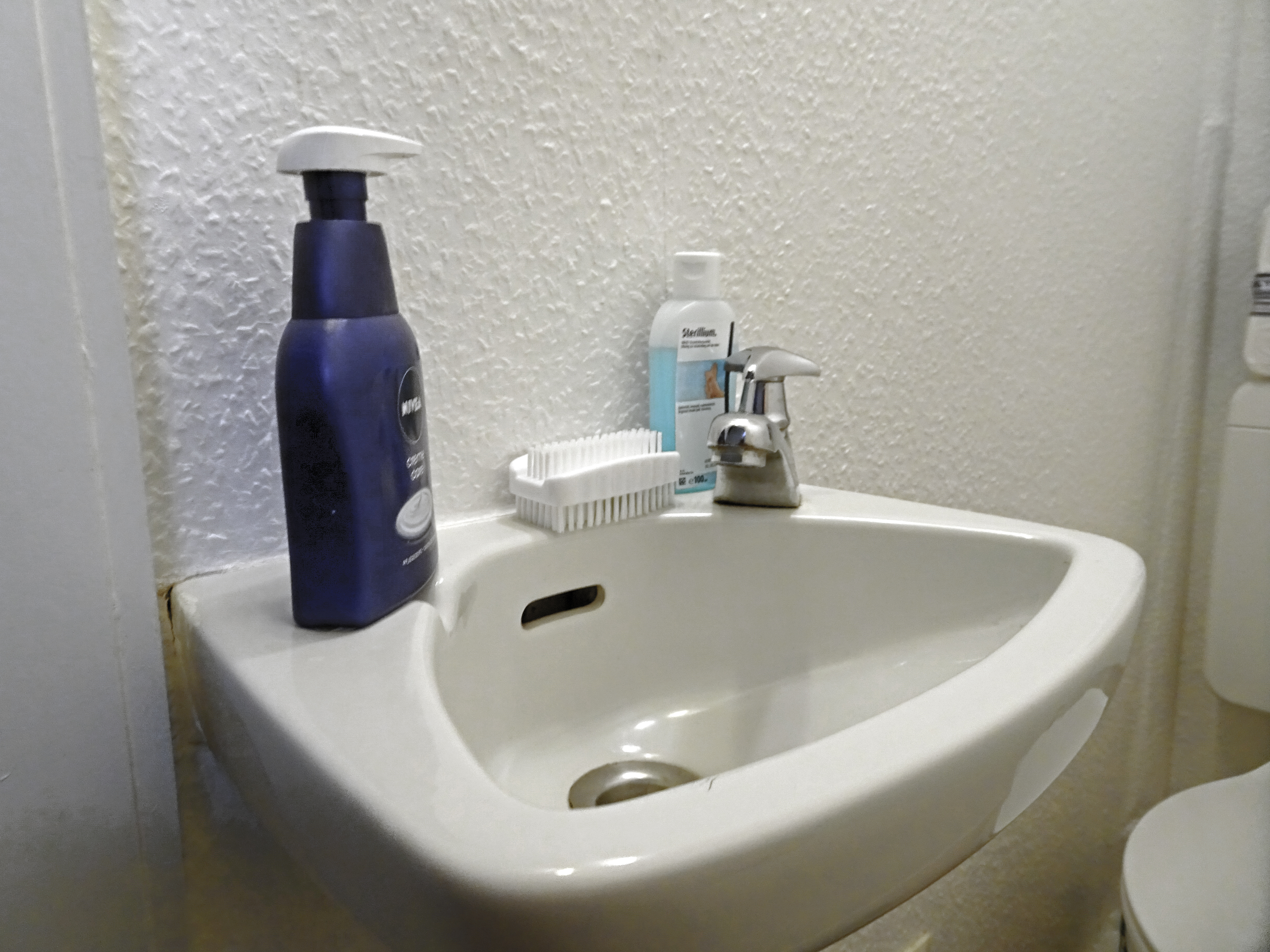
„Neue Normalität“: privates Waschbecken mit Handdesinfektionsmittel (2020)

„Neue Normalität“ wurde 2018 durch den österreichischen Sprachphilosophen und Politikwissenschaftler Paul Sailer-Wlasits begrifflich geprägt und im deutschsprachigen Raum in den gesellschaftspolitischen Diskurs eingeführt. In seinen Publikationen kontextualisierte Sailer-Wlasits die Bezeichnung u. a. mit politischem Populismus und mit der 45. US-Administration unter Donald Trump als neuer globaler Normalität.
Der deutsche Ökonom und Essayist Hans Martin Esser hat in seinem Essay Die große Klammer – eine Theorie der Normalität 2019 neue Normalität als durch Konsens zu findendes Ergebnis beschrieben, das sich nicht durch exogene Schocks als Krisennormalität konservieren lässt, da Normalität auf menschliche Bequemlichkeit baue.
Jörn Ahrens, Lehrstuhlinhaber für Kultursoziologie der Justus-Liebig-Universität Gießen, veröffentlichte im März 2022 seine Abhandlung Neue Normalität: über eine Leitkategorie in Zeiten der Pandemie. Hierin belegte er, dass der Begriff von Esser definiert und erläutert wurde.
Im Zuge der COVID-19-Pandemie wurde der Ausdruck im Frühjahr 2020 zu einem politischen Schlagwort, nachdem deutsche und österreichische Politiker wiederholt konkret eine „neue Normalität“ angekündigt hatten. Gegen diese sprachliche Einordnung gab es vielfachen Widerspruch. Unter anderem kritisierte die ehemalige deutsche Justizministerin Sabine Leutheusser-Schnarrenberger, es handele sich dabei um eine irreführende Begriffswahl, da ein „Krisenzustand nicht definitorisch zum Normalzustand“ erklärt werden dürfe.
In Österreich hat Bundeskanzler Sebastian Kurz den Ausdruck ab Mitte April 2020 in seine typischerweise auf wenigen eingängigen Schlagworten basierenden Rhetorik aufgenommen und als neues politisches  Schlagwort etabliert. Die österreichischen Medien reagierten hierauf kritisch und fragten, ob so eine dauerhafte Aushöhlung der Bürgerrechte vermittelt werden solle.
Der ehemalige deutsche Finanzminister Olaf Scholz und sein Kabinettskollege Gesundheitsminister Jens Spahn verwendeten den Ausdruck nahezu zeitgleich mit Kurz in zahlreichen Reden. Die vermeintliche „neue Normalität“ wurde dabei der alten Normalität vor der Pandemie gegenübergestellt, als Synonym für eine neue Wirklichkeit, auf die man sich einstellen müsse.
Der Psychiater und Autor Jan Kalbitzer sah in der prolongierten Krise, bezugnehmend auf die Liedzeile „Wenn die Nacht am tiefsten ist, ist der Tag am nächsten“ der Band Ton Steine Scherben, auch eine Chance „neu auf die Welt zu blicken“ und damit bisheriges Verhalten und bestehende Gewohnheiten neu zu beurteilen und „zukünftige Herausforderungen endlich mutiger anzugehen“. Als konkretes Beispiel nannte er die globale Erwärmung – in der Hoffnung, dass wir den Tiefpunkt der Coronakrise bereits erreicht hatten und wir „über die Dämmerung des neuen Tages“ die Erfahrung nicht vergessen, was während dieser Krise innerhalb kürzester Zeit alles möglich war, das zuvor undenkbar war oder schien.